# Famille de La Rodde
La maison de La Rodde est une très ancienne famille éteinte du Velay. Elle tire son nom du château situé près de Saugues en Gévaudan.
Dans les années 1600-1700, la terre de la Rodde est la propriété de la famille senezergues.

## Histoire

### Moyen Âge
En 1191, Pierre de La Rodde, écuyer, est cité avec d'autres chevaliers du Velay dans une charte de croisade. En 1210, Guillaume et Guigon de La Rodde sont caution d'un échange de terrains à Séneujols entre les seigneurs de Mirmande et les templiers du Puy,,.
En 1231, Pierre de La Rodde est seigneur de Séneujols. Le 28 novembre 1279, Bertrand de La Rodde, avec l'accord de son épouse Béraude, donne des terres à cens sur sa seigneurie de Séneujols,,.
En 1305, un hommage à l'évêque du Puy, Pierre de Castanet, est rendu par Reymond de La Rodde pour ses terres à Bonnefont et à Cayres, puis en 1328, au seigneur de Montlaur pour le fief de Séneujols par Pons de La Rodde. En 1370, un nouvel hommage est rendu au seigneur de Montlaur pour ce même fief par Pons de La Rodde,,.

### Époque moderne
En 1581 a lieu le mariage d'Alexandre de La Rodde, seigneur d'Auteyrac avec Marie de Palladuc. Benjamin de La Rodde, leur fils, est à l'origine de la branche de Charnay en Bourgogne,,.
Pierre de La Rodde, dit le Cadet de Séneujols, personnalité la plus connue de la famille, se marie avec Jeanne Arnaud, dame d'Auteyrac et du Bouchet en 1586. Il s'installe au château de Montbonnet en 1590 pour rançonner et piller sur la route du Puy à Saugues. En 1591, il tue son parrain le baron Antoine II de La Tour Saint-Vidal au pont d'Estroulhas,,.
En 1593, Alexandre de La Rodde hérite de sa cousine Françoise de Sinzelle du château d'Esplantas.
En 1604, Jeanne de Séneujols, fille de Pierre de La Rodde, se marie à Jacques de Vertolaye,,.
Alexandre de La Rodde meurt au siège de Turin (1640). Le hameau et le château de Charnay sont détruits par les fantassins et les cavaliers comtois dirigés par les seigneurs d'Arnaud et d'Arbois.
Vers 1650, Louis de La Rodde est autorisé à reconstruire le château de Charnay. Il hérite en 1679 de son oncle Godefroy de Vertolaye, seigneur de Séneujols,,.
En 1712, Claude de La Rodde entre en possession du château de Montcony. Marie-Hector de La Rodde meurt en 1857,,.

## Héraldique
Armes : d'azur, à la roue d'or (qui est de La Rodde), au chef d'argent, chargé de trois chevrons de gueules posés en fasce (qui est de Séneujols ancien). 
Supports : deux lions.
Devise : Audaces fortuna juvat (la fortune sourit aux audacieux).

## Demeures
Les principales demeures de la famille sont :
- le château de La Rodde ;
- le château de Séneujols à Séneujols ;
- le château d'Auteyrac à Cayres ;
- le château fort d'Esplantas ;
- le château de Charnay à Frangy-en-Bresse ;
- le château de Montcony à Montcony.